# بيسين
بيسين هو هيدروكربون عطري متعدد الحلقات له الصيغة الكيميائية C22H14، ويوجد على شكل بلورات عديمة اللون. يتألف البيسين بنيوياً من اندماج خمس حلقات بنزين.

## الوفرة الطبيعية
يوجد البيسين طبيعياً في بقايا الزفت المستحصل عليها من تقطير قطران الخث والنفط، ويحصل عليه بإجراء عملية إعادة تبلور للقطارة باستخدام بارا-سيمين كمذيب.
يمكن التحضير مخبرياً من أثر كلوريد الألومنيوم اللامائي على مزيج من النفثالين و2،1-ثنائي برومو الإيثان.

## الخواص
يوجد المركب في الحالة الطبيعية على شكل بلورات عديمة اللون، تتميز بخاصة الفلورية عند التعرض للأشعة فوق البنفسجية. تذوب بلورات المركب في حمض الكبريتيك المركز لتضفي لون أخضر على المحلول.

## أمر خلافي
زعمت مجموعة بحث أن إجراء تفاعل إقحام مع البوتاسيوم أو الروبيديوم ثم التبريد إلى درجات حرارة أقل من 18 كلفن على مركب البيسين يؤدي إلى الحصول على ناتج له خواص موصلية فائقة. إلا أنه تبين أن التجربة غير قابلة للتكرار، وأن خاصة الموصلية الفائقة في مركب البيسين المطعّم محل شك كبير.